# Chen Ruoxi

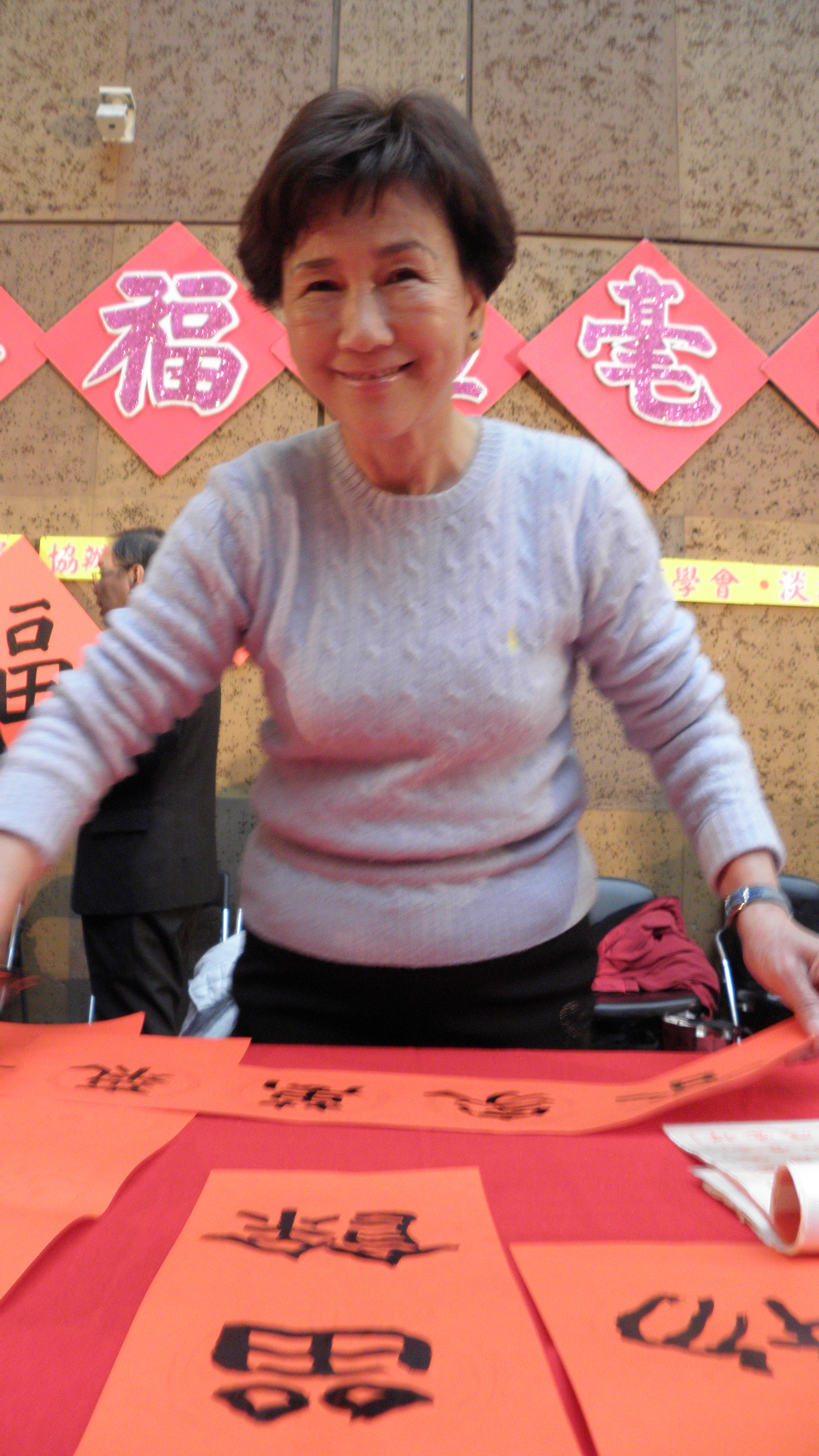
Chen Ruoxi, 2013

Chen Ruoxi (auch: Lucy Hsiu-Mei Chen | Lucy H. Chen, chinesisch 陳若曦, Pinyin Chén Ruòxī, W.-G. Chen Jo-hsi, Pe̍h-ōe-jī Tân Jio̍k-hi; geboren am 15. November 1938 in Yonghe, Taiwan) ist eine chinesischsprachige Autorin.

## Biographie
Chen Ruoxi kam zur Zeit der japanischen Herrschaft über Taiwan als Chen Xiumei (陳秀美,  Chén Xiùměi, Pe̍h-ōe-jī Tân Siù-bí) in Yonghe (heute zu Neu-Taipei gehörig) zur Welt.
Sie entstammt einer Handwerkerfamilie, Vater und Großvater waren Zimmerleute, und studierte Anglistik und Literaturwissenschaften an der Nationaluniversität Taiwan. Von 1962 bis 1965 setzte sie an der Johns-Hopkins-Universität ihr Studium fort, wo sie ihren Master-Abschluss im Fachbereich Schreiben ablegte, und heiratete 1964. Als anfänglich glühende Maoistin ging sie 1966 in die Volksrepublik China, wo sie während der Kulturrevolution an der Nanjing-Universität Englisch unterrichtete und zusammen mit ihrem Mann die „Kaderschule des 7. Mai“ (五七幹校,  Wǔqī gànxiào) besuchte. 1973 reiste sie mit ihrem Mann und den beiden kleinen Söhnen enttäuscht wieder aus der Volksrepublik aus und verarbeitete ihre dortigen Erfahrungen u. a. in dem 1976 erschienenen Erzählband Die Exekution des Landrats Yin, mit dem sie auch international bekannt wurde.
Von Nanjing zog sie nach Hongkong, wo sie als Englischlehrerin am „New Method College“ auf der Insel Hongkong arbeitete. 1974 zog die Familie weiter nach Vancouver, Kanada, wo Chen u. a. als Bankangestellte arbeitete.
1979 nahm sie ein Angebot des Zentrums für chinesische Studien an der Universität von Kalifornien, Berkeley an und zog mit ihrer Familie nach San Francisco. Im Januar 1980 flog sie mit einer von 27 Schriftstellern und Wissenschaftlern in den USA unterzeichneten Petition nach Taiwan, mit der sie sich bei Präsident Chiang Ching-kuo für die Menschen einsetzte, die in Kaohsiung während des Meilidao-Vorfalls verhaftet worden waren. Da Chiang darauf bestand, dass der Vorfall eine zu unterdrückende Rebellion gewesen sei, und abschließend nur sagte, „mein Herz wird nicht zur Ruhe kommen, wenn auch nur einer Person Unrecht geschieht“, flog sie wieder zurück in die USA.
1983 wurde sie Gastdozentin an der Fakultät für Orientalische Sprachen der University of California, Berkeley und ein Jahr später US-Staatsbürgerin. 1989 gründete sie die „Overseas Chinese Women Writers Association“, zu deren erster Präsidentin sie gewählt wurde.
1995, im Alter von 57 Jahren, beschloss Chen, nach Taiwan zurückzukehren und sich dort niederzulassen. Sie ließ sich von ihrem Mann scheiden, der in den USA blieb. Sie wurde Gastautorin an der „National Central University“ (國立中央大學,  Guólì zhōngyāng dàxué) und Professorin an der Tzu-Chi-Universität.
2001 heiratete sie erneut, 2003 ließen sich die Eheleute wegen politischer Differenzen allerdings wieder scheiden: sie als Befürworterin einer Vereinigung mit Festlandchina und ihr Mann als Befürworter der Unabhängigkeit Taiwans. 2007 wurde sie Vorsitzende des „Chinesischen Schriftstellerinnenverbands“ (中國婦女寫作協會,  Zhōngguó fùnǚ xiězuò xiéhuì) und stellvertretende Vorsitzende des „Kolumnistenverbands der Republik China“ (中華民國專欄作家協會,  Zhōnghuá mínguó zhuānlán zuòjiā xiéhuì).

## Charakteristiken ihrer Werke
Chens Werke können dem Realismus zugeordnet werden und strahlen einen Geist menschlicher Fürsorge aus. Ihre frühen Werke handeln von ländlichen Themen Taiwans, während ihre stark autobiografisch geprägten Erfahrungen aus den 1970er Jahren während der Kulturrevolution auf dem Festland in mehreren Romanen nüchtern erzählt werden. Ihre international bekannteste Erzählsammlung „The Execution of Mayor Yin“ wurde zum Vorläufer der „Narbenliteratur“.
In den USA handeln ihre Werke vom Leben chinesischer Intellektueller, die aus China oder Taiwan in die Vereinigten Staaten emigriert waren, und zeichnen ein abwechslungsreiches Bild des chinesischen Volkes an den drei Orten Taiwan, Festlandchina und Übersee. Ihre späteren Romane nach der Rückkehr nach Taiwan, in denen sie hauptsächlich die weibliche Subjektivität von Frauen in Taiwan und im Ausland beschreibt, sind Kultur und Zeit überschreitend und humanistisch geprägt.

## Romane, Erzählsammlungen  (Auswahl)
- 1983: Breaking Out (突圍,  Tūwéi)
- 1984: Foresight (遠見,  Yuǎnjiàn)
- 1986: Paper Marriage (紙婚,  Zhǐhūn)
- 1999: The Daughter's Home (女兒的家,  Nǚér de jiā)
- 1999: Auntie Ching Shui Goes Home (清水嬸回家,  Qīngshuǐ shěn huíjiā)
- 2000: The Secret of the Perfect Husband (完美丈夫的秘密,  Wánměi zhàngfu de mìmì)

## Werke in deutscher Übersetzung
- Die letzte Abendvorstellung (最後夜戲,  Zuìhòu yèxì, 1961). Übersetzt von Charlotte Dunsing. In: Blick übers Meer – Chinesische Erzählungen aus Taiwan. Herausgegeben von Helmut Martin, Charlotte Dunsing und Wolf Baus. edition suhrkamp 1129. Suhrkamp Verlag. Frankfurt am Main 1982, ISBN 3-518-11129-9.
- Die Exekution des Landrats Yin und andere Stories aus der Kulturrevolution (尹縣長,  Yǐn xiànzhǎng, 1976). Übersetzt aus dem Englischen von Melinna Yam.[3] Albrecht Knaus Verlag. Hamburg 1979, ISBN 3-8135-2423-X.
- Heimkehr in die Fremde (歸,  Guī, 1978). Übersetzt aus dem Chinesischen von Chen Chai-hsin und Diethelm Hofstra. Horlemann Verlag. Unkel 1991, ISBN 3-927905-32-1.
- Der Tunnel (地道,  Dìdào, 1978). Teilübersetzt aus dem Chinesischen von Britta Lanzerath. In: Die Auflösung der Abteilung für Haarspalterei – Texte moderner chinesischer Autoren. Herausgegeben von Helmut Martin und Christiane Hammer. Rowohlt. Reinbek bei Hamburg 1991, ISBN 3-498-02907-X.[4]
- Ein Gast aus der Heimat (客自故國来,  Kè zì gùguó lái, 1980). Übersetzt aus dem Chinesischen von Lutz Bieg. In: Hefte für Ostasiatische Literatur Nr. 7 (Juni 1988), 52–86.